# Повзик каролінський
По́взик каролінський, або білогрудий (Sitta carolinensis) — невеликий співочий птах родини повзикових.

## Опис
Дорослі птахи сягають близько 155 мм у довжину. У дорослих самців шапочка і верх мантії чорні. Решта верхньої частини тіла синьо-сіра. Притулки крила і пір'я чорнуваті з блідішим краєм. Обличчя і нижня частина тіла білі. Білогрудий повзик — єдиний північноамериканський повзик, в якого очі повністю облямовані білим. Зовнішнє пір'я хвоста чорне з широкими діагональними білими смугами. Ці птахи мають ніжки з довгими кігтями, короткі крила і короткий хвіст.
Дорослі самиці від дорослих самців відрізняються сірішою потилицею і смугою на голові, в той час як у самців вони темніші.

## Спосіб життя
Пташенят висиджують у листопадних і мішаних лісах Північної Америки. Гніздяться в природних або створених дятлами дуплах дерев. Ці птахи можуть як постійно мешкати в одному місці, так і мігрувати протягом зими.
Основу живлення виду складають комахи і насіння кількох видів рослин. Вони часто мігрують невеликими змішаними зграями.
Спів — носовий звук «йеа-йаа-йеа» на сході або швидкий «йідіт» на заході.